# كاورو فوغيوارا
كاورو فوغيوارا هو لاعب كرة قدم ياباني، ولد في 17 أكتوبر 2001 في أوبو في اليابان.